# Encarsia
Encarsia és un gènere d'himenòpters apòcrits de la família dels afelínids (Aphelinidae). El gènere és molt divers, i compta actualment amb unes 400 espècies descrites i una distribució mundial. S'espera que el nombre d'espècies existents siga diverses vegades superior, ja que moltes espècies encara no estan descrites. Es tracta d'un gènere molt complex, amb exemplars que presenten variacions intra i interespecífiques, cosa que dificulta la classificació morfològica.
Els adults fan 1 o 2 mm de llargària, són principalment parasitoides de les fases sèssils dels esternorrincs, en particular les mosques blanques (aleiròdids) i les caparretes o cotxinilles (diaspídids). Se sap que algunes espècies parasiten pugons, ous de platàspids i de lepidòpters. Les femelles es desenvolupen principalment com a endoparasitoides primaris i els mascles solen ser hiperparasitoides de la mateixa espècie o d'altres. Aquest comportament s'anomena heteronomia, és a dir, una relació d'amfitrió sexual dimòrfica, la qual es dona en moltes espècies.
Les espècies del gènere Encarsia tenen un interès particular per la seua importància econòmica per al control biològic de plagues, especialment en horticultura i per als cultius baix vidre. Molts semblen ser molt específics de l'hoste, que és un tret important per a ser un agent de control biològic acceptable i eficaç.

## Espècies utilitzades en control biològic
- Encarsia berlesei al poll blanc del presseguer (Pseudaulacaspis pentagona)[7]
- Encarsia bimaculata a la mosca blanca del tabac (Bemisia tabaci)[8]
- Encarsia clypealis a la mosca prieta dels cítrics (Aleurocanthus woglumi)[9]
- Encarsia formosa a la mosca blanca dels hivernacles (Trialeurodes vaporariorum)[10]
- Encarsia harrisoni a la serpeta fina (Lepidosaphes gloverii)
- Encarsia inaron a la mosca blanca de la col (Aleyrodes proletella)[11] i a la mosques blanques del freixe (Siphoninus phillyreae)[12]
- Encarsia lahorensis a la mosca blanca dels cítrics (Dialeurodes citri)
- Encarsia lutea a la mosca blanca del tabac (Bemisia tabaci) ia la mosca blanca dels hivernacles (Trialeurodes vaporariorum)[13]
- Encarsia pergandiella a la mosca blanca del tabac (Bemisia tabaci)[14]
- Encarsia perniciosi al poll San José (Quadraspidiotus perniciosus)
- Encarsia perplexa a la mosca prieta dels cítrics (Aleurocanthus woglumi)[15]
- Encarsia sophia a la mosca blanca de la papaia (Trialeurodes variabilis) i a la mosca blanca del tabac (Bemisia tabaci)[16]
- Encarsia tricolor a la mosca blanca de la col (Aleyrodes proletella)